# Anamorfose
A anamorfose (anamorfismo, do grego ἀναμόρϕωσις, translit. anamòrfoṡis: "reformação, retorno da forma, reiteração da forma, reversão da forma", derivado de ἀναμόρϕωσις: "formar de novo"; de ανά, translit. aná: "no alto, em cima; no alto de, sobre; de baixo para cima" + μορφή morphê: "forma") é um termo com diferentes acepções utilizado em várias áreas do conhecimento — matemática, óptica (com aplicações nas artes visuais), biologia, geologia, geografia e outras.
1. Na arte, é uma imagem deformada que parece menos irregular com a mudança da posição ou visto com espelho especial;[2]
2. Na biologia, é um processo de evolução contínua (sem intermédias);[2]
3. Na botânica, é a modificação mórbida das criptógamas;[2]
4. Na geologia, é o fenômeno de formação de rochas complexas por mudanças estruturais em minerais de composição simples,[3]
5. Na nomografia, é a transformação entre funções (f em F) cujo gráfico é mais simples e adequado a um escopo;[4]
6. Na cartografia, o tamanho dos países são desenhado no mapa proporcionalmente de acordo com uma característica da região.[5]

Processos de transformação, distorção, recombinação, aumento de complexidade, fusões etc. que ocorrem naturalmente ou de forma induzida. O conceito de anamorfose aplica-se a qualquer situação onde a base constitutiva transfere suas características para a constituição geral — tal como um fractal, estrutura geométrica complexa cujas propriedades, em geral, repetem-se em qualquer escala.
Dada a gama de interpretações que o conceito permite, pôde ser absorvido por diversas áreas.

## Geometria
Em geometria, anamorfose é a correspondência obtida projetando-se, a partir de um ponto fixo (centro de projeção), os pontos de uma figura pertencente a um dado plano, sobre uma superfície plana ou curva. Sobre esta obtém-se uma figura correspondente ponto a ponto àquela projetada, porém deformada. Correspondências desse gênero se estabelecem, por exemplo, nos fenômenos de reflexão e refração.

## Nomografia
Em nomografia, anamorfose é a transformação de uma função f em outra função F, cujo gráfico ou nomograma é mais simples ou mais adequado a determinado escopo, sobretudo quando a passagem de f para F é realizada com mudanças de variáveis que representam a adoção de escalas não métricas.
Um exemplo bem conhecido mas pouco relacionado é o mapa-múndi. A representação dele planificada é uma anamorfose da esfera, onde matematicamente, as bordas superior e inferior não são matematicamente descritíveis no processo (deve haver uma linha-limite inexistente), pois um ponto não pode ser planificado.
```
entidade

╚
objeto
, objeto 
físico

  ╚
artefato

    ╚
criação

      ╚
representação

        ╚
cópia

          ╚anamorfose, anamorfismo
```

## Óptica
Em óptica, ocorre anamorfose das imagens quando, por meio de espelhos especiais, prismas lentes ou outros sistemas ópticos, a ampliação no sentido horizontal dessas imagens é diferente da ampliação em sentido vertical. Assim uma imagem que parece deformada torna-se menos irregular.

## Artes visuais

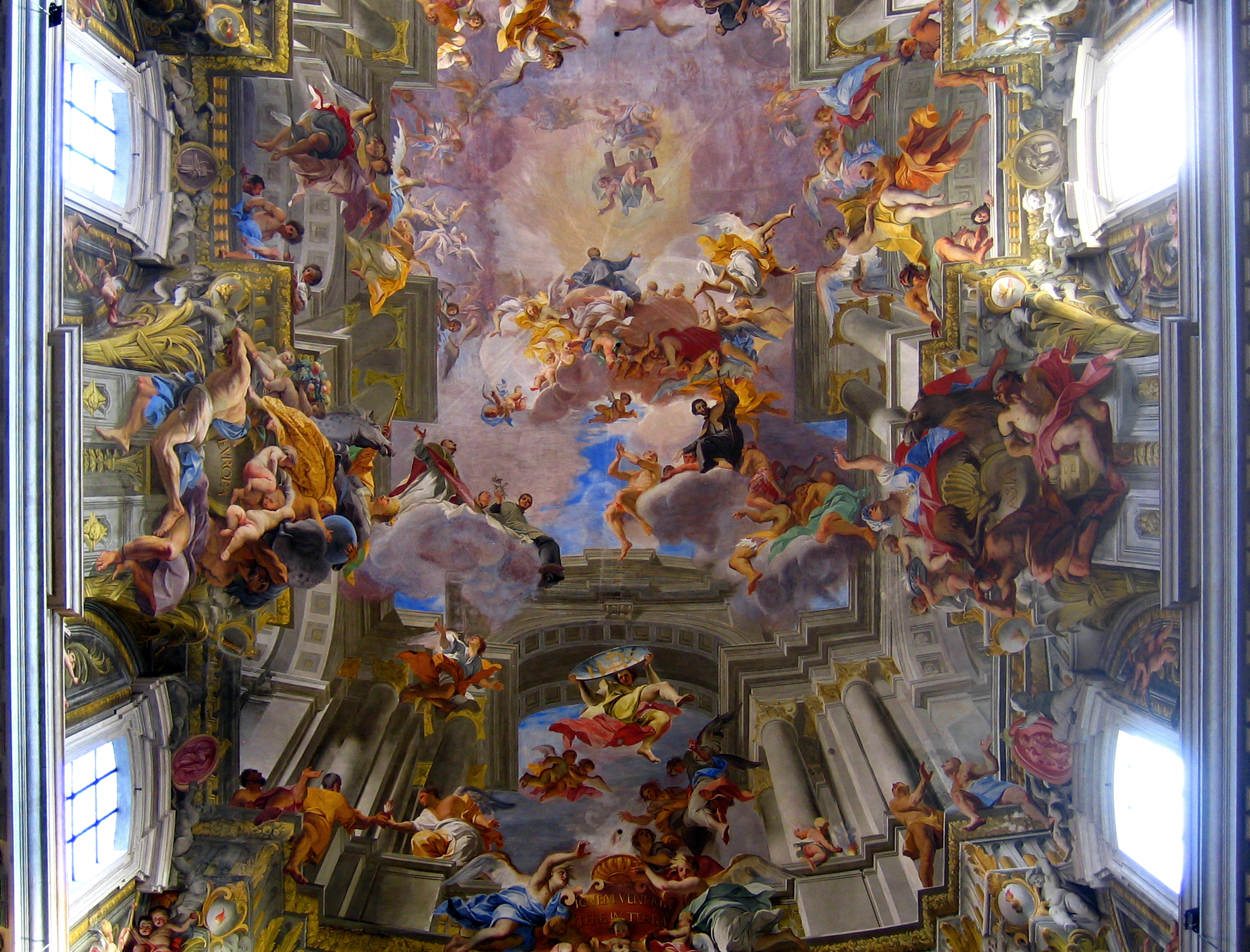
Abóbada da Igreja de Santo Inácio, em Roma, por Andrea Pozzo, 1685.

Anamorfose é um efeito de perspectiva utilizado nas artes visuais para forçar o observador a se colocar sob um determinado ponto de vista, a partir do qual o elemento recupera uma forma proporcionada e clara. A anamorfose esteve em voga sobretudo na pintura mural dos séculos XVI e XVII, para criar ilusões de ótica na pintura sobre superfícies curvas, como as abóbadas das igrejas, por exemplo, onde a deformação de perspectiva permite a visão correta somente a partir de um único ponto de vista: se o observador se colocar em  qualquer outra posição, a imagem fica deformada e incompreensível.  Este foi um método descrito nos estudos de Piero della Francesca sobre perspectiva, no seu tratado De prospectiva pingendi.

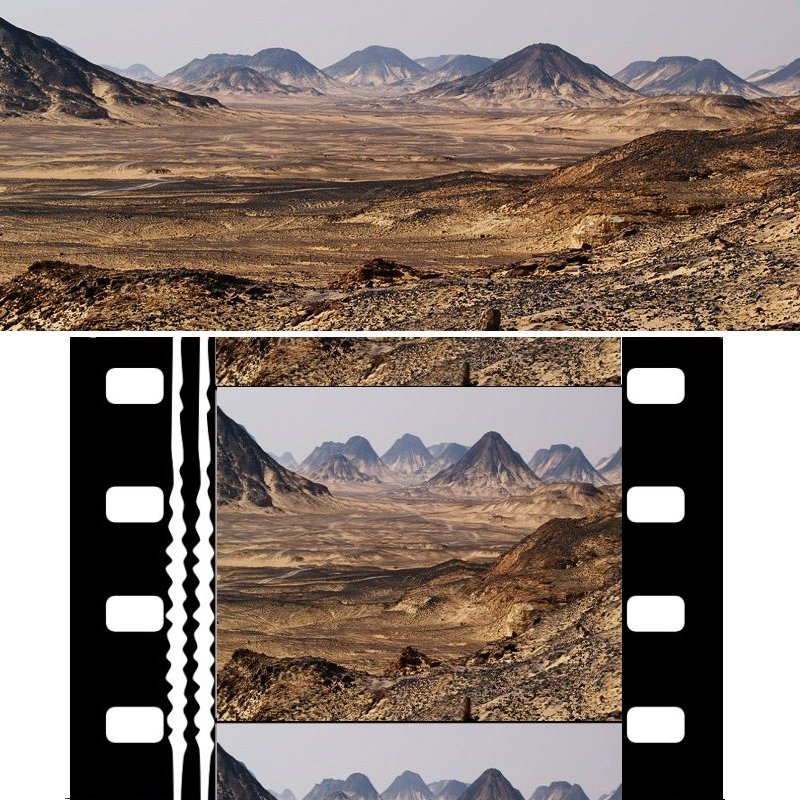
Cinemascope: depois da compressão anamórfica, a imagem recupera a forma original na tela do cinema.

A mesma técnica tem sido amplamente utilizada na arquitetura e no cinema — a exemplo do Cinemascope, no qual as imagens são comprimidas verticalmente durante a filmagem, com o uso de lentes anamórficas, e depois são descomprimidas na mesma proporção, durante a projeção, sobre uma tela larga.

### Anamorfose cronotópica
O conceito de anamorfose cronotópica ou a quarta dimensão da imagem refere-se  às deformações resultantes de uma inscrição do tempo na imagem. Trata-se de um processo que integra a distorção espacial da imagem ao longo de um período de tempo em um filme, desenho, etc.
```
fenômeno
 ╚processo
   ╚processo técnico
     ╚animação, edição de vídeo
       ╚anamorfose, anamorfismo
```

### Internet
Um exemplo da aplicação do anamorfismo na internet são as chaves de segurança para confirmar usuários e barrar robôs, já que atualmente não existem robôs que interpretem uma malha distorcida anamorfica e aleatoriamente — que, entretanto, é legível pelo cérebro humano.

## Arquitetura e urbanismo

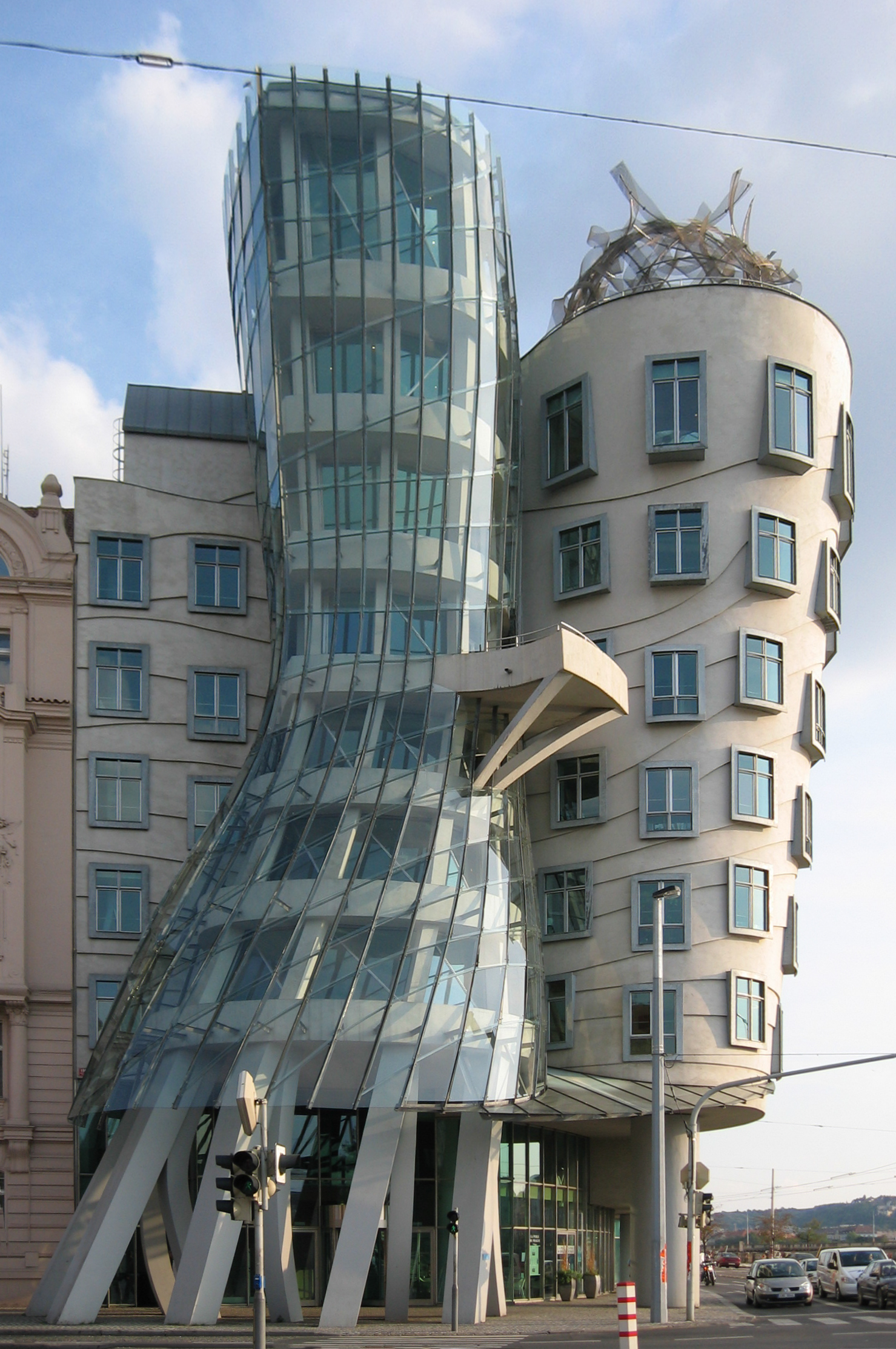
Ginger and Fred, em Praga: distorção arquitetônica de Frank Gehry, em estilo deconstrutivista.

Em arquitetura, o processo de transição do modernismo para o deconstrutivismo (ou  supermodernismo), por exemplo, é um processo parcialmente anamórfico, pois os elementos desdobram-se, perpetuam-se, florescem, repetem-se, fragmentam-se em processos de pequena ou grande escala, o que, em termos geométricos, é o resultado de uma conjunção de fatores culturais, gerando dessa forma não um estilismo raso, mas um profundo processo de transformação do espaço urbano que vem da base da psique humana — e portanto, de uma escala constituinte para uma escala constituída. A arquitetura barroca também é um forte exemplo desse processo.
Em termos de urbanismo, o anamorfismo se dá tanto nos planos construtivos, quanto nos mapas sociais individuais, descritos inicialmente por Anne Cauquelin, ou na noosfera urbana, onde a cidade é uma conformação de diversos mapas conforme os "reais" existentes para cada grupo. Assim, a cidade "desdobra-se" e toma a forma da projeção dos habitantes, em seus modos diversos.
```
fenômeno
 ╚processo
   ╚processo sobredeterminado
     ╚processo psicológico, representativo, econômico, estrutural, simbólico, artístico
       ╚anamorfoses, anamorfismos
```

## Geologia

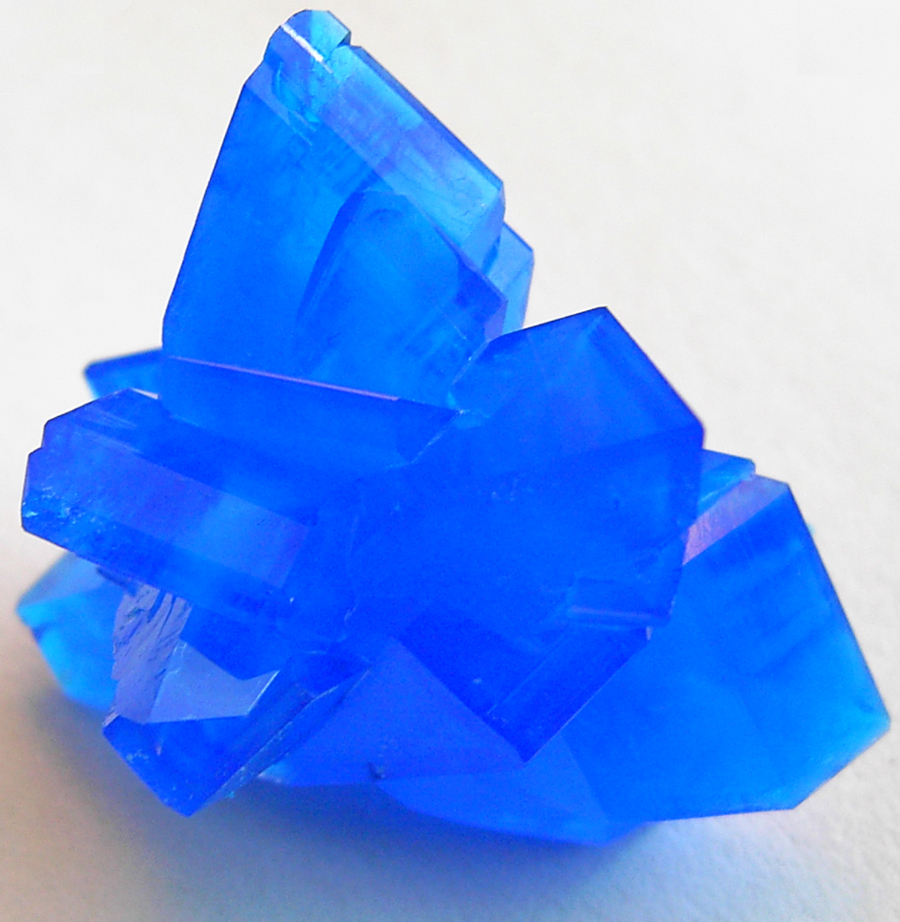
Cristal de Sulfato de cobre. Os ângulos do cristal bruto correspondem à geometria da organização atômica.

O termo correlato anamorfismo é usado em geologia para designar o fenômeno de formação de rochas de composição complexa, através de mudanças na estrutura de outros minerais de composição mais simples, sejam elas pela ação de agentes físicos, como a pressão ou o calor, ou pela introdução de novas substâncias químicas. Esse processo ocorre na zona mais profunda de metamorfismo, onde não penetram as águas de infiltração. O termo derivado anamórfico  designa os cristais que apresentam o núcleo invertido quando em posição estável.
```
fenômeno

 ╚
processo

   ╚processo natural; ação natural; atividade
     ╚processo 
geológico

       ╚
metamorfismo

         ╚anamorfismo
```

## Biologia
Em biologia, no sentido amplo, anamorfose é a tendência da natureza de gerar formas mais complexas, com um crescente grau de diferenciação e especialização dos organismos. Em zoologia, tem uma acepção mais restrita, designando o desenvolvimento direto, sem metamorfose, de alguns artrópodes, nos quais se verifica um gradual aumento do número de segmentos ou de apêndices do corpo.
O fenótipo pode portanto apresentar uma deformação anamórfica, isto é, resultante de anamorfose do gene. Podem ocorrer transições suaves ou bruscas das formas e funções existentes. Tais alterações podem ser responsáveis pela adaptação ou pelo fracasso de espécimes ou de uma espécie inteira.
```
fenômeno
 ╚processo
  ╚processo orgânico, processo 
biológico

   ╚evolução; filogenia; filogênese
     ╚anamorfose, anamorfismo
```

## Ecologia profunda
Em ecologia profunda, a teoria de Gaia também apresenta aspectos semióticos que deságuam no anamorfismo ou na anamorfose biológica. Pode-se interpretar o processo de desenvolvimento biológico rumo à artificialidade como uma transição anamórfica, estrutural, material e informacional, uma vez que além destes processos apresentarem diversas características de processos anamórficos combinados, apresentam também comportamentos fractais, retirando de certa forma, algumas destas questões do domínio exclusivo da semiótica.

## Cartografia
A anamorfose geográfica é o modo onde o tamanho dos países são desenhados em um mapa-mundi de forma proporcional a uma característica da região escolhida (tamanho da população ou quantidade do PIB), facilitando assim a visualização rápida do tema.

## Outros arquivos
- Anamorfose do cilindro espelhado